# Сиберг, Джин
Джин Дороти Сиберг (англ. Jean Dorothy Seberg; 13 ноября 1938, Маршалтаун, Айова, США — 30 августа 1979, Париж, Франция) — американская актриса, много работавшая в Европе, в основном во Франции, где, снимаясь в фильмах режиссёров Жан-Люка Годара, Клода Шаброля и других, стала одним из символов французской новой волны. Из фильмов с её участием наиболее известна кинокартина «На последнем дыхании» (1960).
Джин Сиберг также приобрела большую известность из-за своего конфликта с ФБР, который состоял в том, что её обвиняли в поддержке «Чёрных пантер».

## Биография

### Ранние годы
Джин родилась 13 ноября 1938 года в городе Маршалтаун американского штата Айова. Её отец, потомок шведских иммигрантов, был фармацевтом. Джин с юных лет играла на сцене школьного театра в пьесах «Леди-присяжные», «Счастливая поездка», а затем в постановках театра университета Айовы «Наш городок» (в роли Эмили), «Сабрина Фэир» и «Пикник». Накануне выпуска из школы в 1956 году одноклассники поставили её на первое место в опросе, оценивающем перспективы учеников добиться успехов в жизни.

### «Святая Жанна»
Кинокарьера актрисы началась с многообещающего дебюта. В 1957 году девятнадцатилетняя Джин, в то время студентка университета Айовы, приняла участие в кастинге на роль Жанны д’Арк в историческом фильме Отто Премингера «Святая Иоанна» — экранизации пьесы Бернарда Шоу по киносценарию, написанному Грэмом Грином. Вместо того, чтобы пригласить на роль кинозвезду, Премингер объявил национальный конкурс, пытаясь отыскать актрису, которая могла бы передать чистоту и непосредственность Орлеанской Девы. По масштабности этот поиск был сравним с поиском главной героини фильма «Унесённые ветром» в 1930-х годах. В результате из трёх тысяч претенденток, получивших приглашение приехать в Лос-Анджелес на интервью (а всего было подано 18 000 заявлений), режиссёр выбрал Джин. В фильме Премингера Жанна предстала обладающей здравым смыслом и практичной, мистицизм в её поступках отрицался. Во время съёмки сцены сожжения Джин получила небольшой ожог. Несмотря на широкую рекламу, этот фильм не имел успеха в прокате и получил низкие оценки критиков.
Недовольство критиков было вызвано, в частности, тем, что церковь изображалась в фильме как орудие жестокого политического режима. Также критиковали за то, что на главную роль взяли начинающую актрису. Босли Кроутер, кинокритик New York Times, высказал мнение, что игра актрисы, несмотря на прилагаемые ею усилия, была незрелой и неубедительной, а рецензия, опубликованная в журнале «Time», утверждала, что Премингер с очевидностью совершил ошибку, взяв на роль Жанны слишком юную актрису, которая напоминает не кусок грубого хлеба, смоченного кровью битв, — как это задумал Бернард Шоу — а мягкую булочку, которую обмакнули в красное вино. Даже после того как Сиберг стала знаменитой благодаря участию во французской новой волне, критики не изменили отношения к этому фильму. В обзоре кинематографических воплощений жизни Жанны д’Арк, опубликованном в 2000 году, кинокритик Владимир Кузьмин писал, что Сиберг «играла всерьёз, выпадая из темпа боевика, уводя его в сторону», а сама картина «соответствовала американскому представлению о европейской истории».

### «Здравствуй, грусть!»
Несмотря на критику первого фильма с участием Сиберг, в 1958 году Премингер пригласил её в свой следующий фильм — мелодраму «Здравствуй, грусть!», экранизацию нашумевшего романа Франсуазы Саган, опубликованного четырьмя годами ранее. Сиберг сыграла в картине роль Сесиль. Основу сюжета, разворачивающегося на Средиземноморском побережье, составляет треугольник: семнадцатилетняя, легкомысленная Сесиль, её обеспеченный отец, вдовец, меняющий любовниц каждые полгода, и Анна, давняя подруга матери Сесиль, на которой отец намеревается жениться. Сесиль ничуть не смущают любовницы отца, но в Анне она видит опасность их беспечной жизни. Чтобы разрушить отношения отца с Анной, Сесиль уговаривает Эльзу, молодую любовницу отца, изобразить, что она влюблена в Филиппа, любовника самой Сесиль, и таким образом вызвать у отца ревность. План срабатывает, и конфликт заканчивается гибелью Анны, которая падает с обрыва на машине. Жизнь возвращается в привычное русло, но к Сесиль приходит грусть.
Фильм вызвал неоднозначные оценки. Например, высказывалось мнение, что картина унаследовала некоторые недостатки романа Саган. Босли Кроутер писал, что картина лишь подчеркнула незрелость и недостаточную глубину романа, добавив такие пороки, как дурной вкус, непродуманность и некомпетентность. Оценки игры Сиберг колебались от утверждения, что она реабилитировала себя после неудачного дебюта в «Жанне», правильно изобразив в своей героине «нездоровую свежесть кладбищенского цветка», до мнения, что Сиберг, хоть и обладает хорошей фигурой, актриса незрелая, машинально зачитывающая текст и демонстрирующая дилетантскую игру. Среди рецензий, написанных спустя десятилетия после выхода фильма, некоторые отмечают его высокие достоинства. Премингер больше не снимал Сиберг и передал её контракт Columbia Pictures.

### Брак с Франсуа Морею
Во время съемок «Здравствуй, грусть», которые проходили на Лазурном берегу, Сиберг познакомилась с французским юристом Франсуа Морею и вскоре вышла за него замуж. Позднее Сиберг говорила, что Морею произвел на неё впечатление своими манерами: умением заказывать вино и оставлять визитку — то есть не теми качествами, по которым нужно выбирать мужа, как она позже поняла. Чета жила в Европе — сначала в Великобритании, где в 1959 году Джин снялась по контракту с Columbia Pictures в комедии «Рёв мыши» c Питером Селлерсом (получив наконец похвалу от Босли Кроутера, написавшего, что она смотрелась лучше, чем в предыдущих ролях), а затем во Франции.Супруги поселились в Париже, где актриса брала уроки французского, вокала и актёрского мастерства. Последнему она училась у Этьена Декру, учителя Марселя Марсо. Её муж также начал принимать участие в кинопроцессе. В 1960 году Сиберг появилась в фильме «Перемена», сценаристом и сорежиссёром которого был Франсуа. Этот фильм, как и «Здравствуй, грусть», был экранизацией романа Франсуазы Саган. Сиберг играла в нём американскую студентку, живущую в Версале, которая сначала влюбляется в соседа-скульптора, а затем разочаровывается в нём. Вскоре после окончания съемок Джин подала на развод, обвинив Франсуа в жестоком обращении.

### «На последнем дыхании»
К 1960 году интерес киностудии Columbia Pictures к актрисе ослаб, и ей разрешили сняться у французского режиссёра Жан-Люка Годара, одного из пионеров французской новой волны, в драме «На последнем дыхании». Эта картина стала самым известным фильмом с её участием. Её партнером по фильму был Жан-Поль Бельмондо. Работа принесла актрисе большую популярность во Франции и номинацию на премию BAFTA. Этот фильм часто называют манифестом поколения 1960-х годов. Фильм — история любви Патриции, американской журналистки, торгующей «Нью-Йорк Геральд Трибюн» на улицах Парижа, которую сыграла Сиберг, и прожигателя жизни Мишеля, зарабатывающего кражами автомобилей, которого сыграл Бельмондо. После того, как Мишель убивает полицейского, его ищут. Но уезжать из Парижа без любимой Патриции Мишель не хочет. Патриция же, не уверенная в своих чувствах к Мишелю, выдаёт его полиции, но, сделав это, осознаёт, что любит его, и бежит за своим любимым, преследуемым полицией — только за тем, чтобы услышать последние слова умирающего, простреленного пулей.
Благодаря роли Патриции, которую Джин сыграла в этом фильме, она стала культовой фигурой во Франции. Выросла и её популярность в США. В обиход даже вошло выражение «стрижка под Джин Сиберг». В статье, опубликованной в Таймс, Мел Гуссоу писал, что Джин стала символом для молодых американок, которые мечтали уехать в Париж и стать Джин Сиберг. Босли Кроутер писал, что миниатюрная мисс Сиберг местами смотрится трогательно со своим детским лицом и коротко постриженными волосами, но в большинстве эпизодов холодна и расчётлива, как животное, защищающее себя в иррациональном, бессердечном мире.

### «Никто не напишет мне эпитафию»
После выхода «На последнем дыхании» Columbia Pictures снова почувствовала интерес к ставшей знаменитой актрисе, и в том же 1960 году она побывала на родине, где приняла участие в драме «Никто не напишет мне эпитафию», разоблачающей употребление наркотиков. Затем актриса вернулась во Францию.

### Брак с Роменом Гари
В 1961 году вышли два фильма актрисы — драма «Большие люди» и комедия «Любовник на пять дней». К тому времени у Сиберг начался роман с известным писателем Роменом Гари, который был старше её на двадцать четыре года. Познакомились они в 1959 году в Лос-Анджелесе, а поженились 16 октября 1962 года. Беременная от Гари, в 1963 году Сиберг появилась только в одном фильме — мелодраме Роберта Пэрриша «По-французски» (сценаристом этого фильма был писатель Ирвин Шоу) — и в июле того же года родила сына, которого назвали Александр Диего.
8 марта 1963 года изображение Сиберг появилось на обложке журнала «Life».
Далее в 1964 году вышло сразу три фильма с участием актрисы. Сначала она появилась в киноальманахе «Самые красивые мошенники мира» — он состоял из пяти сегментов под режиссурой Клода Шаброля, Жана-Люка Годара (в его эпизоде под названием «Великий плут» и снялась актриса), Уго Грегоретти, Хиромити Хорикава и Романа Полански. Затем последовала вторая работа в паре с Бельмондо — детективная комедия о контрабандистах «Счастливый побег» — и психологическая драма Роберта Россена «Лилит». За роль в этом последнем по контракту с Columbia Pictures фильме, где Сиберг сыграла пациентку клиники для душевнобольных, в которую влюбился врач (персонаж Уоррена Битти), актриса была номинирована на получение премии «Золотой глобус».
Следующие два года оказались не менее плодотворны для Сиберг в творческом плане. В 1965 году вышла детективная мелодрама «Миллиард на бильярде», где партнёром актрисы стал Клод Риш, затем Джин вновь ненадолго отправилась в Голливуд и снялась на Universal Pictures в триллере «Минута в минуту». Вернувшись во Францию, она приступила к съёмкам в приключенческом фильме «Эстуфад по-карибски», где помимо неё были заняты Фредерик Стэффорд и Серж Генсбур. В 1966 году она впервые работала с Клодом Шабролем — режиссёр пригласил её на главную роль в свою новую картину «Демаркационная линия», драму об оккупированной нацистами Франции. И, наконец, третьим фильмом этого года для Сиберг стала американская комедия Ирвина Кешнера «Чистое безумие», дуэт с Шоном Коннери.
Шаброль работал с Сиберг ещё однажды — в 1967 году он снял её и Мориса Роне в триллере «Дорога в Коринф». В 1968 году она снова играла с Роне, на этот раз в драме «Птицы летят умирать в Перу», которую снял по собственному сценарию её супруг. Эта картина, где Сиберг исполнила роль нимфоманки Адрианы, стала первым фильмом, которому в американском прокате была присвоена категория X, назначаемая за откровенные сексуальные сцены и сцены насилия. В 1969 году актриса работала в США, приняв участие в двух картинах — драме «Маятник» и музыкальном вестерне «Золото Калифорнии», где её партнерами стали Ли Марвин и ветеран жанра Клинт Иствуд. Последняя картина в 1970 году была номинирована на премии «Оскар» и «Золотой глобус».

### Политика
В конце 1960-х годов новым увлечением Сиберг стала политика, в результате чего её имя было замешано в нескольких скандалах. Так, актриса поддерживала Национальную ассоциацию содействия прогрессу цветного населения, выступала за права негров и индейцев. Кроме того, она оказывала финансовую помощь активистам «Чёрных пантер» — леворадикальной партии, которая боролась за права афроамериканцев в США.
В результате ФБР, которым в то время управлял Эдгар Гувер, не только установило за ней агрессивную слежку в рамках программы COINTELPRO, но и пыталось опорочить её, распространив в прессе слух, что Сиберг, беременная вторым ребёнком, зачала не от Гари, а от чернокожего члена партии. Из-за нервного потрясения, вызванного этой кампанией травли, в конце августа 1970 года у актрисы начались преждевременные роды, и она произвела на свет мертворожденную девочку. Чтобы пресечь слухи, она созвала пресс-конференцию и показала фотографии своего белого младенца. В том же году последовал её развод с Гари, который не был юридически оформлен до конца.

### Продолжение карьеры
Несмотря на потрясение, связанное с выкидышем и разрывом с мужем, явившееся причиной частых приступов депрессии и суицидальных порывов, Сиберг продолжала работать. В 1970 году она выпустила три фильма. Сначала актриса снялась в Италии в драме «Тёплая волна», затем последовали две американские картины — вестерн «Мачо Каллахан» и триллер «Аэропорт», где её партнёрами были Берт Ланкастер, Дин Мартин и Жаклин Биссет. В 1971 году Сиберг работала со своим бывшим супругом Гари, снявшись в детективном триллере «Большой экстаз», а в следующем году снова вышла замуж — на этот раз за актёра и режиссёра Денниса Берри.

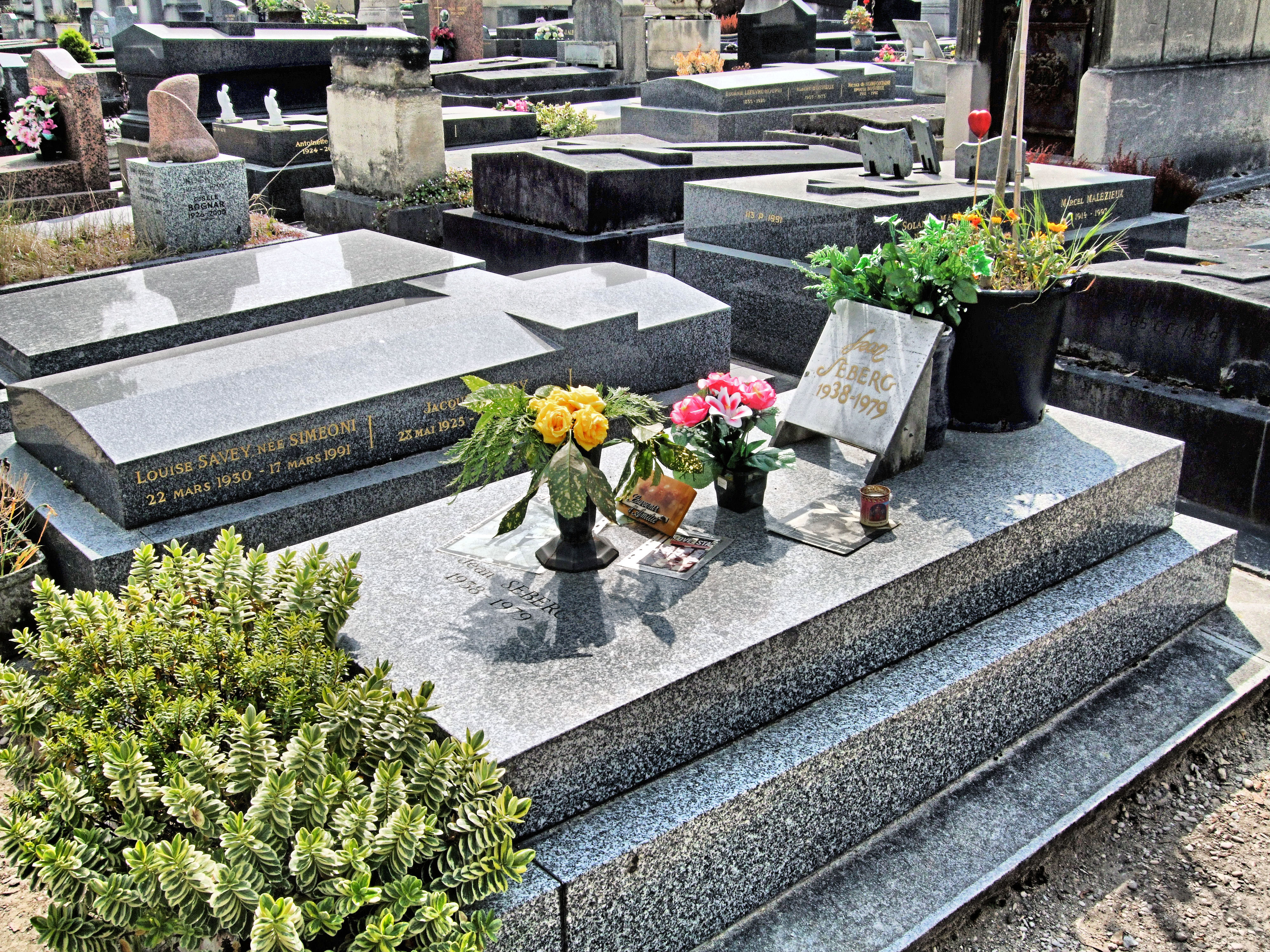
Могила Джин Сиберг на кладбище Монпарнас, в Париже

В 1972 году вышло три фильма с Сиберг. Первым была итальянская драма «Такая особая любовь», затем последовали картина Паскуале Сквитери «Каморра» и триллер Ива Буассе «Похищение в Париже», где партнерами Сиберг были Жан-Луи Трентиньян и Мишель Пикколи.
В середине 1970-х её карьера начала постепенно клониться к закату. Актриса стала реже сниматься — в 1973 и 1974 годах вышло всего по одному фильму с её участием, а драма «Дикая утка», снятая в 1976 году в Германии по пьесе Генрика Ибсена, стала последним фильмом с её участием.

### Последние годы жизни и смерть
В конце 1970-х годов Сиберг стала встречаться с 29-летним алжирским плейбоем Ахмедом Хаши и 31 мая 1979 года вышла за него замуж; однако, так как её развод с Гари не был официально оформлен, брак с Хасни не мог считаться законным. Последний раз Сиберг видели живой 29 августа 1979 года на премьере фильма «Свет женщины», снятого по роману Ромена Гари. 8 сентября 1979 года её завёрнутое в одеяло тело обнаружили на заднем сиденье белого «Рено», стоявшего на окраине Парижа, на улице генерала Аппера. В крови актрисы обнаружили высокое содержание снотворного и алкоголя. В её руке была зажата предсмертная записка, написанная по-французски, со словами: «Простите, я больше не могу жить со своими нервами». Полицией был сделан вывод, что Джин Сиберг покончила жизнь самоубийством. Актрисе было всего сорок лет. Она покоится на кладбище Монпарнас в Париже. Через год с небольшим покончит жизнь самоубийством и Ромен Гари.

## Избранная фильмография

### Актёрские работы
| Год  |   | Русское название              | Оригинальное название                 | Роль                             |
| ---- | - | ----------------------------- | ------------------------------------- | -------------------------------- |
| 1957 | ф | Святая Иоанна                 | Saint Joan                            | Жанна д’Арк                      |
| 1958 | ф | Здравствуй, грусть!           | Bonjour tristesse                     | Сесиль                           |
| 1959 | ф | Рёв мыши                      | The Mouse That Roared                 | Хелен Кокинц                     |
| 1960 | ф | На последнем дыхании          | À bout de souffle                     | Патрисия Франчини                |
| 1960 | ф | Никто не напишет мне эпитафию | Let No Man Write My Epitaph           | Барбара Холлоуэй                 |
| 1961 | ф | Большие люди                  | Les Grandes Personnes                 | Энн                              |
| 1961 | ф | La Récréation                 | La Récréation                         | Кейт Гувер                       |
| 1961 | ф | Любовник на пять дней         | L’Amant de cinq jours                 | Клэр                             |
| 1962 | ф | Конго живёт                   | Congo vivo                            | Аннет                            |
| 1963 | ф | По-французски                 | In the French Style                   | Кристина Джеймс                  |
| 1964 | ф | Самые красивые аферистки мира | Les plus belles escroqueries du monde | Патрисия Леакок (сцены вырезаны) |
| 1964 | ф | Счастливый побег              | Échappement libre                     | Ольга Челан                      |
| 1964 | ф | Лилит                         | Lilith                                | Лилит Артур                      |
| 1965 | ф | Миллиард на бильярде          | Un milliard dans un billard           | Беттина Ралтон                   |
| 1966 | ф | Минута в минуту               | Moment to Moment                      | Кей Стэнтон                      |
| 1966 | ф | Чистое безумие                | A Fine Madness                        | Лидия Уэст                       |
| 1966 | ф | Демаркационная линия          | La Ligne de démarcation               | Мари, графиня де Дамвилль        |
| 1967 | ф | Эстуфад по-карибски           | Estouffade à la Caraïbe               | Коллин О’Хара                    |
| 1967 | ф | Дорога в Коринф               | La Route de Corinthe                  | Шанни                            |
| 1968 | ф | Птицы летят умирать в Перу    | Les Oiseaux vont mourir au Pérou      | Адриана                          |
| 1969 | ф | Маятник                       | Pendulum                              | Адель Мэттьюс                    |
| 1969 | ф | Золото Калифорнии             | Paint Your Wagon                      | Элизабет                         |
| 1970 | ф | Аэропорт                      | Airport                               | Таня Ливингстон                  |
| 1970 | ф | Тёплая волна                  | Ondata di calore                      | Джойс Грасс                      |
| 1970 | ф | Мачо Каллахан                 | Macho Callahan                        | Александра Маунтфорд             |
| 1972 | ф | Убить!                        | Kill!                                 | Эмили Гамильтон                  |
| 1972 | ф | Такая особая любовь           | Questa specie d’amore                 | Джованна                         |
| 1972 | ф | Каморра                       | Camorra                               | Луиза                            |
| 1972 | ф | Похищение в Париже            | L’Attentat                            | Эдит Лемуан                      |
| 1973 | ф | Падение Криса Миллера         | La Corrupción de Chris Miller         | Рут Миллер                       |
| 1975 | ф | Белые лошади августа          | Bianchi cavalli d’Agosto              | Леа Кингсбург                    |
| 1975 | ф | Большой экстаз                | Le Grand Délire                       | Эмили                            |
| 1976 | ф | Дикая утка                    | Die Wildente                          | Джина Экдал                      |

### Режиссёрские работы
- 1974 — «Баллада о малыше Билли»

## Номинации
| Награда        | Год  | Категория                   | Работа               | Результат |
| -------------- | ---- | --------------------------- | -------------------- | --------- |
| BAFTA          | 1962 | Лучшая женская роль         | На последнем дыхании | Номинация |
| Золотой глобус | 1965 | Лучшая женская роль — драма | Лилит                | Номинация |

## Память
В 1995 году Марк Раппапорт снял документальный фильм «Из дневников Джин Сиберг», посвященный жизни актрисы.
В 2019 году вышел политический триллер Бенедикта Эндрюса «Опасная роль Джин Сиберг», в котором роль Сиберг исполнила Кристен Стюарт.

### Книги
- Bellos, David (2010). Romain Gary: A Tall Story. London: Harvill Secker. ISBN 978 1843431701.
- Coates-Smith, Michael, and McGee, Garry (2012). The Films of Jean Seberg. Jefferson, NC: McFarland. ISBN 978-0-7864-6652-8.
- Guichard, Maurice (2008). Jean Seberg: Portrait francais. Paris: Editions Jacob-Duvernet. ISBN 978 2 84724 194 5.
- McGee, Garry (2008). Jean Seberg — Breathless. Albany, GA: BearManor Media. ISBN 1-59393-127-1.
- Moreuil, Francois (2010). Flash Back. Chaintreaux: Editions France-Empire Monde (French language publication).ISBN 978-2-7048-1097-0.
- Munn, Michael (1992). Clint Eastwood: Hollywood’s Loner. London: Robson Books. ISBN 0-86051-790-X.
- Richards, David (1981). Played Out: The Jean Seberg Story. Random House. ISBN 0-394-51132-8.

### Киносценарии, экранизированные пьесы, книги
- Бернард Шоу. [www.lib.ru/INPROZ/SHOU/stjoanna.txt Святая Иоанна]. Пер. — О.Холмская, Н.Рахманова (предисловие). В кн. «Бернард Шоу. Избранные произведения». М., «Панорама», 1993. Оригинал на английском.

### Статьи
- A.H. Weiler. The Screen: 'Saint Joan'; Preminger’s Version of Shaw Play Bows (недоступная ссылка). The New York Times, June 27, 1957.
- The New Pictures Архивная копия от 29 ноября 2010 на Wayback Machine. Time Magazine, Jul 1, 1957.
- Bosley Crowther. Screen: Sad 'Tristesse'; Movie Emphasizes Novel’s Weakness (недоступная ссылка). The New York Times, January 16, 1958.
- Film Cinderella Jean Siberg has a home-town wedding in Iowa. Life Magazine, September 22, 1958
- The New Pictures Архивная копия от 30 октября 2007 на Wayback Machine. Time Magazine, Jan. 20, 1958.
- Bosley Crowther. [http://movies2.nytimes.com/mem/movies/review.html?_r=2&title1=Mouse%20That%20Roared%2c%20The&title2=&reviewer=BOSLEY%20CROWTHER&pdate=19591027&v_id=33517&oref=slogin&oref=login (недоступная+ссылка)  'The Mouse That Roared' Wins War Against U.S.; Guild Comedy Depicts Invasion by Group of Bowmen Who Fail in Bid to Lose Peter Sellers Takes Three Roles, One a Woman, in English Film of Novel] (недоступная ссылка). The New York Times, October 27, 1959.
- Howard Thompson. Epitaph' Is Mild Fare (недоступная ссылка). The New York Times, November 11, 1960.
- The New Pictures Архивная копия от 30 сентября 2007 на Wayback Machine Time, Monday, Nov. 9, 1959.
- Bosley Crowther. Screen: Sordid View of French Life: Breathless' in Debut at the Fine Arts Jean-Paul Belmondo, Jean Seberg Starred. (недоступная ссылка) The New York Times, February 8, 1961.
- LaBadie, D. W., "Everybody’s Galatea, " in Show (Hollywood), August 1963.
- Current Biography 1966, New York, 1966.
- Obituary in New York Times, 9 September 1979.
- Lewis, Kevin, "Jean Seberg of Iowa and Paris, " in Films in Review (New York), April 1980, corrections in February 1981 issue.
- Alpert, Hollis, "Jean Seberg: Falling Star, " in American Film (Washington, D.C.), September 1981.
- Kramer, M., and R. Shafrensky, in Jump Cut (Berkeley, California), April 1983.
- Caryn James. Gilm Festival Review; Jean Seberg’s Life, Most of It True (недоступная ссылка). The New York Time, October 11, 1995.
- Stars (Mariembourg), Summer 1995; Autumn 1995.
- Lippe, Richard, "In Defense of Jean Seberg, " in CineAction (Toronto), December 1995.
- Fuller, G., "Shots in the Dark, " in Interview, March 1996.
- Rosenbaum, Jonathan, "The Seberg We Missed, " in Cineaste (New York), April 1996.
- Waarala, Hannu, in Filmihullu (Helsinki), no. 4-5, 1997.

### Статьи в Интернете
- Saintjean.co.uk (англ.)
- Биография актрисы на TCMDB.com (англ.)
- Биография на starpulse.com (англ.)
- Биография The New York Times (англ.)
- Самуил Кур. Три маски Ромена Гэри
- Владимир Кузьмин. Возвышенное и земное в киносудьбе Жанны д’Арк
- Bonjour Tristesse (англ.)

### Фотографии
- Фотографии актрисы
- Кадры из фильмов и рекламные плакаты